# Kraftfahrt-Bundesamt
Kraftfahrt-Bundesamt (KBA; Dansk oversættelse: Forbundskontoret for motorkøretøjer) i Flensborg-Mørvig blev først etableret fra 1951-52 i Bonte-Kasernen på østsiden af Flensborg Fjord. Fra 1961-63 blev en ny bygning, tegnet af arkitekten Carl-Friedrich Fischer, bygget til myndigheden. Bilister, med færdselsovertrædelser får "klip" i deres kørekort af myndigheden, kaldet Flensburger Punkter. For mange strafpoint kan resultere i at man mister kørekortet. KBA har pt. omkring 900 medarbejdere.

## Eksterne links
- Wikimedia Commons har flere filer relateret til Kraftfahrt-Bundesamt
- Kraftfahrt-Bundesamt

54°48′44″N 09°27′53.6″Ø / 54.81222°N 9.464889°Ø